# 오산 현충탑 공원
오산 현충탑 공원은 경기도 오산시의 시립 공원이다.

## 위치
오산에 있는 경기대로 (국도 제1호선) 옆에 있다.

## 같이 보기
- 국립대전현충원
- 국립서울현충원
- 수봉공원
- 전쟁기념관
- 오산 전투